# Franz Eduard Erpf

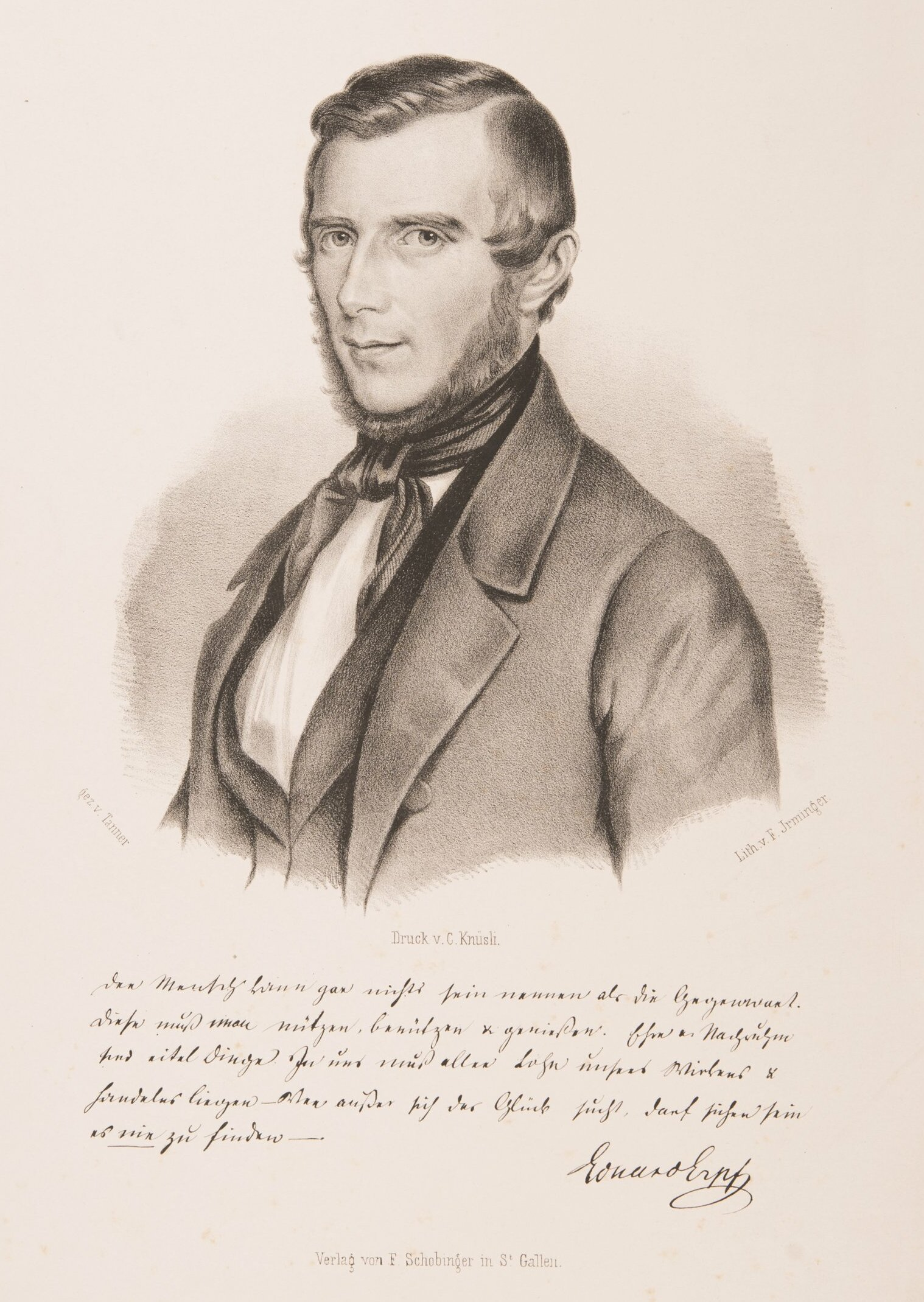
Franz Eduard Erpf (um 1850)

Franz Eduard Erpf (* 16. Februar 1807 in St. Gallen; † 22. Januar 1851 ebenda) war ein Schweizer Jurist, Unternehmer und Politiker.

## Biografie
Franz Eduard Erpf studierte an den Universitäten von Göttingen, München und Heidelberg Rechtswissenschaften. In Göttingen wurde er 1826 Mitglied des Corps Helvetia. In München schloss er sich 1827 dem Corps Rhenania an. Das Studium schloss er 1829 mit der Promotion ab.
Er trat in das elterliche Appreturunternehmen in St. Gallen ein, das er zusammen mit seinem Bruder leitete. Ein weiteres Unternehmen gründete er in Weissenau in Oberschwaben.
Politisch engagierte er sich sowohl auf Kantons- als auch auf Bundesebene insbesondere für die Entwicklung des Postwesens. Von 1835 bis 1843 und von 1845 bis 1847 gehörte er als liberaler Abgeordneter dem St. Galler Kantonsrat an. Von 1836 bis 1843 war er Präsident der kantonalen Postkommission und von 1840 bis 1843 des Kassationsgerichts. Von 1849 bis 1851 war er als St. Galler Regierungsrat für das Innere zuständig. 1848 kandidierte er bei den ersten Parlamentswahlen und gehörte daraufhin bis 1851 dem Nationalrat an.